# Raphaël Cahen
 (avril 2025).
Motif : Sources attestant de la notoriété ?
- Archive Wikiwix
- Bing
- Cairn
- DuckDuckGo
- E. Universalis
- Gallica
- Google
- G. Books
- G. News
- G. Scholar
- Persée
- Qwant
- (zh) Baidu
- (ru) Yandex
- (wd) trouver des œuvres sur Wikidata

| 1. | Préciser le motif de la pose du bandeau. | Précisez le motif de la pose du bandeau en utilisant la syntaxe suivante : {{admissibilité à vérifier\|date=juin 2025\|motif=remplacez ce texte par le motif}}                     |
| 2. | Informer les utilisateurs concernés.     | Pensez à avertir le créateur de l'article, par exemple, en insérant le code ci-dessous sur sa page de discussion : {{subst:avertissement admissibilité à vérifier\|Raphaël Cahen}} |

 (avril 2025).
 (avril 2025).
La mise en forme du texte ne suit pas les recommandations de Wikipédia : il faut le « wikifier ».
Les points d'amélioration suivants sont les cas les plus fréquents :
- Les titres sont pré-formatés par le logiciel. Ils ne sont ni en capitales, ni en gras.
- Le texte ne doit pas être écrit en capitales (les noms de famille non plus), ni en gras, ni en italique, ni en « petit »…
- Le gras n'est utilisé que pour surligner le titre de l'article dans l'introduction, une seule fois.
- L'italique est rarement utilisé : mots en langue étrangère, titres d'œuvres, noms de bateaux, etc.
- Les citations ne sont pas en italique mais en corps de texte normal. Elles sont entourées par des guillemets français : « et ».
- Les listes à puces sont à éviter, des paragraphes rédigés étant largement préférés. Les tableaux sont à réserver à la présentation de données structurées (résultats, etc.).
- Les appels de note de bas de page (petits chiffres en exposant, introduits par l'outil «  Source ») sont à placer entre la fin de phrase et le point final[comme ça].
- Les liens internes (vers d'autres articles de Wikipédia) sont à choisir avec parcimonie. Créez des liens vers des articles approfondissant le sujet. Les termes génériques sans rapport avec le sujet sont à éviter, ainsi que les répétitions de liens vers un même terme.
- Les liens externes sont à placer uniquement dans une section « Liens externes », à la fin de l'article. Ces liens sont à choisir avec parcimonie suivant les règles définies. Si un lien sert de source à l'article, son insertion dans le texte est à faire par les notes de bas de page.
- La présentation des références doit suivre les conventions bibliographiques. Il est recommandé d'utiliser les modèles {{Ouvrage}}, {{Chapitre}}, {{Article}}, {{Lien web}} et/ou {{Bibliographie}}. Le mode d'édition visuel peut mettre en forme automatiquement les références.
- Insérer une infobox (cadre d'informations à droite) n'est pas obligatoire pour parachever la mise en page.

Pour une aide détaillée, merci de consulter Aide:Wikification.
Si vous pensez que ces points ont été résolus, vous pouvez retirer ce bandeau et améliorer la mise en forme d'un autre article.
Raphaël Cahen, né le 12 août 1982 à Carthage en Tunisie, est un historien du droit formé en France et en Allemagne. Il a enseigné à l'université Aix-Marseille, à la LMU à Munich, dans les universités de La Rochelle et d'Orléans et à la Vrije Universiteit Brussel.

## Biographie
Fils du mathématicien Paul-Jean Cahen. Il est l'arrière petit-fils d'Henri Martineau. Il a aussi pour oncle par alliance, le cinéaste Férid Boughedir.
Il a étudié l'histoire, le droit et les sciences politiques à l'université Aix-Marseille, à la LMU Munich et à l'université de Pérouse. Il réalise son doctorat franco-allemand sous la direction de Michel Ganzin, Eric Gasparini et Henning Ottmann avec une thèse sur la pensée politique de Friedrich von Gentz. La thèse a été soutenue summa cum laude en 2014. Il a notamment reçu le prix Montesquieu et le prix Peiresc pour son étude. Il a reçu de nombreuses bourses et financements pour poursuivre ses recherches en histoire du droit international. On peut citer notamment le Fellowship Pegasus Incoming Marie Sklodowska-Curie (2017-2020) ou encore le Prix 2020 pour l'Administration de la fondation Tilsit de l'Institut de France. Ou encore la bourse de la Canon Foundation ce qui lui a permis de mener des recherches au Japon et de donner une série de conférences. Il a codirigé la thèse de Wouter de Rycke. Il est actuellement Wissenschaftliche Mitarbeiter à la JLU Giessen dans le cadre du projet TraCe et professeur invité à la VUB. Il est marié et il a deux enfants: André (2015) et Daniel (2018).

## Publications
- R. Cahen, Friedrich Gentz (1764-1832) : Penseur post-Lumières et acteur du nouvel ordre européen, Berlin, Boston, De Gruyter Oldenbourg, 2017 (Pariser Historische Studien 108), 524 p.
- Étienne-Denis Pasquier (1767-1862) : un parlementaire gallican sous la Restauration et la monarchie de Juillet, P. Allorant, R. Cahen & J.-B. Pierchon (dir.), Le Kremlin-Bicêtre, Mare & Martin, 2024, 224 p.
- Relations internationales et droit(s) :acteurs, institutions et législations comparées/Law(s) and international relations: Institutions, Actors and Comparative Legislation (1815-1914), R. Cahen, S. L. Kimble, P. Allorant, W. Badier, P. S. Morris (dir.), Paris, A. Pedone, 2024, 515 p.
- https://academiesciencesmoralesetpolitiques.fr/2024/06/24/raphael-cahen-sara-l-kimble-pierre-allorant-walter-badier-et-sean-morris-relations-internationales-et-droits-acteurs-institutions-et-legislations-comparees-1815-1914-2024/
- Les Professeurs allemands en Belgique. Circulation des savoirs juridiques et enseignement du droit (1817-1914), R. Cahen, J. de Brouwer, F. Dhondt, M. Jottrand (dir.), Bruxelles, ASP, 2022, 173 p.
- Joseph-Marie Portalis : diplomate, magistrat et législateur, R. Cahen, N. Laurent-Bonne (dir.), Aix-en-Provence, Presses universitaires d’Aix-Marseille (PUAM), 2020, 244 p.